# آنا جاي
انا ماري جيرنيقان (بالإنجليزية: Anna Marie Jernigan)‏ (ولدت في 15 يوليو، 1998 في جورجيا برونزويك الولايات المتحدة)، هي مصارعة أمريكية محترفة. حاليًا موقعة مع اتحاد آول إيليت رسلينق وتصارع باسم انا جاي (Anna Jay).

## انطلاقها في عالم المصارعة المبكرة

### الاتحادات المحلية والمستقلة (2018–2020)
في يوليو عام 2018 بدأت انا جاي التدريب في مدرسة تعليم المصارعة تسمى One Fall Power Factory, وفي يناير 2020 انا جاي هزمت ثاندر بلوند في مباراة شعر ضد شعر في عرض Georgia Premier Wrestling .

### اتحاد آول إيليت رسلينق (2020– حاليا)
ظهرت انا جاي لأول مرة في اتحاد آول إيليت رسلينق في 1 أبريل 2020، حيث خسرت أمام هيكارو شيدا في منافسة فردية في عرض الداينامايت ، وفي 6 أبريل 2020 وقعت مع اتحاد آول إيليت رسلينق رسميا ، وبعد خسارتها في منافسة فرديه أمام أبادون في عرض الداينامايت في 17 يونيو، ساعدها الدارك اوردر (The Dark Order) وراء الكواليس، ثم ظهرت بتعاون مع تاي كونتي في مسابقة كأس التاق تيم النسائي لاتحاد آول إيليت رسلينق وفي الدور الربع النهائي تقدمو بفوزهم على نايلا روز واريان اندرو لكن خسروا أمام ايفيليس وديمانتي خلال الدوري ماقبل النهائي، في 27 أغسطس تم تقديمها رسميا كأول أمرأه تنضم لعصابة الدارك اوردر (The Dark Orde).

## وصلات خارجية
- انا جاي على موقع WrestlingData.com
- انا جاي على موقع pro wrestling news
- انا جاي ضمن قائمة الروستر على موقع All Elite Wrestling
- انا جاي على موقع Online World of Wrestling
- انا جاي على موقع The Internet Wrestling Database